# FIFA-Weltfußballer des Jahres 2004

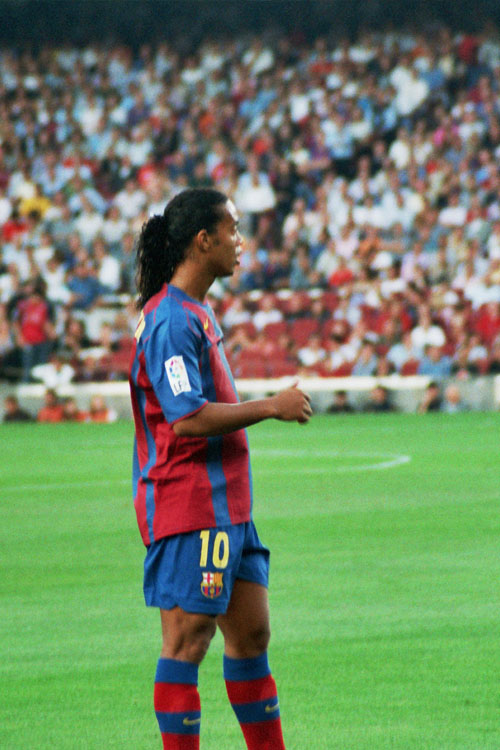
FIFA-Weltfußballer des Jahres 2004: Ronaldinho

Der FIFA-Weltfußballer des Jahres 2004 (damals noch FIFA World Player) wurde am 20. Dezember 2004 im Opernhaus Zürich gekürt. Es war die 14. Vergabe der 1991 vom Fußballweltverband FIFA eingeführten Auszeichnung „FIFA-Weltfußballer des Jahres“. Gewinner der Auszeichnung war der Brasilianer Ronaldinho.

## Abstimmungsmodus
Der Gewinner wurde durch eine Abstimmung unter 157 Nationaltrainern und 145 Nationalmannschaftskapitänen ermittelt. Diese nannten jeweils die drei ihrer Meinung nach besten Fußballer, wobei keiner der drei aus ihrem eigenen Land stammen durfte. Eine Nennung an Platz eins brachte fünf Punkte, ein zweiter Platz drei Punkte, der dritte Platz einen Punkt. Danach wurden die Punkte addiert.

## Ergebnis
- Platzierung: die Platzierung, die ein Spieler erzielt hat.
- Name: Name des ausgezeichneten Spielers.
- Nationalität: Nationalität des ausgezeichneten Spielers.
- Verein: Verein, für den der Spieler in dem Kalenderjahr aktiv war. Wenn ein Spieler den Verein gewechselt hat, wird der abgebende Verein an erster Position genannt.
- Stimmen: die insgesamt erhaltenen Stimmen aller Länder.

| Platzierung | Name                 | Nationalität                       | Verein                          | Stimmen |
| ----------- | -------------------- | ---------------------------------- | ------------------------------- | ------- |
| 1.          | Ronaldinho           | Brasilien                          | FC Barcelona                    | 620     |
| 2.          | Thierry Henry        | Frankreich                         | FC Arsenal                      | 552     |
| 3.          | Andrij Schewtschenko | Ukraine                            | AC Mailand                      | 253     |
| 4.          | Pavel Nedvěd         | Tschechien                         | Juventus Turin                  | 178     |
| 5.          | Zinédine Zidane      | Frankreich                         | Real Madrid                     | 150     |
| 6.          | Adriano              | Brasilien                          | Inter Mailand                   | 98      |
| 7.          | Deco                 | Portugal                           | FC Porto / FC Barcelona         | 96      |
| 7.          | Ronaldo              | Brasilien                          | Real Madrid                     | 96      |
| 9.          | Ruud van Nistelrooy  | Niederlande                        | Manchester United               | 67      |
| 10.         | Kaká                 | Brasilien                          | AC Mailand                      | 64      |
| 10.         | Wayne Rooney         | England                            | Manchester United               | 64      |
| 12.         | Didier Drogba        | Elfenbeinküste                     | FC Chelsea                      | 46      |
| 13.         | Cristiano Ronaldo    | Portugal                           | Manchester United               | 45      |
| 14.         | Samuel Eto’o         | Kamerun                            | RCD Mallorca / FC Barcelona     | 42      |
| 15.         | Luís Figo            | Portugal                           | Real Madrid                     | 35      |
| 15.         | David Beckham        | England                            | Real Madrid                     | 35      |
| 17.         | Raúl                 | Spanien                            | Real Madrid                     | 25      |
| 17.         | Theodoros Zagorakis  | Griechenland                       | AEK Athen / FC Bologna          | 25      |
| 19.         | Roberto Ayala        | Argentinien                        | FC Valencia                     | 24      |
| 20.         | Michael Owen         | England                            | FC Liverpool / Real Madrid      | 22      |
| 21.         | Gianluigi Buffon     | Italien                            | Juventus Turin                  | 19      |
| 21.         | Roberto Carlos       | Brasilien                          | Real Madrid                     | 19      |
| 21.         | Paolo Maldini        | Italien                            | AC Mailand                      | 19      |
| 24.         | Roy Makaay           | Niederlande                        | FC Bayern München               | 17      |
| 25.         | Robert Pires         | Frankreich                         | FC Arsenal                      | 15      |
| 26.         | Frank Lampard        | England                            | FC Chelsea                      | 13      |
| 27.         | Cafu                 | Brasilien                          | AC Mailand                      | 10      |
| 28.         | Michael Ballack      | Deutschland                        | FC Bayern München               | 9       |
| 28.         | Milan Baroš          | Tschechien                         | FC Liverpool                    | 9       |
| 30.         | Zlatan Ibrahimović   | Schweden / Bosnien und Herzegowina | Ajax Amsterdam / Juventus Turin | 7       |
| 30.         | Henrik Larsson       | Schweden / Kap Verde               | Celtic Glasgow / FC Barcelona   | 7       |
| 32.         | Ryan Giggs           | Wales                              | Manchester United               | 6       |
| 32.         | Alessandro Nesta     | Italien                            | AC Mailand                      | 6       |
| 34.         | Steven Gerrard       | England                            | FC Liverpool                    | 5       |
| 35.         | Oliver Kahn          | Deutschland                        | FC Bayern München               | 4       |